# Juliano Real Pacheco
Juliano Real Pacheco, mais conhecido como Juliano (Pelotas, 6 de abril de 1990), é um futebolista brasileiro que atua como volante. Atualmente, joga pelo Brusque.

## Carreira

### Início
Juliano começou ainda muito cedo no Futsal, jogando pela Agremiação FC nas categorias iniciais. Após, teve pequena participação no E.C. Pelotas, jogando somente o Torneio de Flores da cunha de futebol de campo. Voltou ao Futsal, agora pelo Paulista FC de Pelotas/RS, com 10 anos de idade. Foi campeão estadual pelo Paulista, categoria pré-mirim, sendo que na ocasião, aos 10 anos de idade, foi o capitão do time, fez o gol do título contra a Sercesa de Carazinho e de quebra foi escolhido o “melhor jogador do estadual”. Em 2002, o time de Pelotas/RS, agora já na categoria Mirim ficou em terceiro lugar no campeonato estadual. Devido ao seu destaque no Futsal, foi convidado a treinar pelo Progresso FC de Pelotas/RS. Após alguns treinos, o empresário Alcyone Dornelles levou (2003) Juliano para fazer testes no Grêmio F.C de Porto Alegre/RS, sendo aprovado mas não sendo possível sua permanência na época pois o clube não dispunha de alojamento. Juliano, então, foi levado ao S.C.Internacional de Porto Alegre/RS, em 2003, para realizar testes, onde também foi aprovado e lá permaneceu até 2012, passando por todas as categorias de base até chegar aos profissionais; sendo neste período também convocado para a Seleção Brasileira de base Sub-15.

### Internacional
Conquistou vários títulos pelo Internacional, além de ter sido capitão nas categorias que passou. Foi promovido aos profissionais e participou do elenco campeão do Campeonato Gaúcho de 2011.

### Goiás

#### 2012
Em 2012, Juliano foi contratado pelo Goiás à pedido do treinador Enderson Moreira (com quem já havia trabalhado na base do Internacional) para participar da campanha na Série B do Campeonato Brasileiro. Neste ano, conquistou o Campeonato Goiano derrotando o Atlético Goianiense na final. O bom momento se estendeu pelo restante da temporada, quando o clube goiano garantiu o seu retorno à Primeira Divisão do Brasileirão ao conquistar o título da Série B.

#### 2013
Em 2013, rescindiu seu contrato com o Internacional que ia até o dia 31 de julho de 2013 e assinou com o esmeraldino por três temporadas. Juliano também participou do bicampeonato consecutivo do clube alviverde. Ao contrário de 2012, quando disputaria a Série B e era um dos favoritos ao título, o Goiás começou a temporada sem grandes expectativas, nem sendo considerado favorito nas competições nacionais. Porém, surpreendeu ao chegar às semifinais da Copa do Brasil, sendo eliminado pelo Flamengo, e brigando por uma vaga na Libertadores até a parte final do Brasileirão. Com o andamento da temporada, Juliano foi ganhando espaço no elenco e hoje assumiu a titularidade absoluta no meio-campo do esmeraldino.

#### 2014
Durante um treinamento, no mês de Junho, Juliano sofreu um entorse e rompeu o ligamento cruzado anterior do joelho esquerdo, sendo, de acordo com médico do clube Dalton Siqueira, necessário que o atleta passe por cirurgia, e o tempo de recuperação aproximado é de seis meses, o que tira o volante dos campos no restante da temporada.

#### 2015
Após retorno de cirurgia no joelho esquerdo devido a ruptura do ligamento cruzado anterior, no dia 07/01/2015 Juliano apresentou-se e iniciou mais uma pré-temporada no Goiás E.C, visando consolidar sua titularidade.

### Fortaleza
Em janeiro de 2016, Juliano acertou com o Fortaleza.
Após não ter o contrato renovado, Juliano deixou o Fortaleza.

### CRB
Em dezembro de 2017, a equipe do galo anuncia Juliano como seu novo reforço para a temporada 2018

## Seleção Brasileira
As atuações de destaque na base do clube colorado o credenciaram para a Seleção Brasileira Sub-15.

## Títulos
Internacional
- Torneio Cidade de Turim: 2009
- Copa FGF: 2009 e 2010
- Copa Sub-23: 2010
- Campeonato Gaúcho: 2011

Goiás
- Campeonato Goiano: 2012, 2013 e 2015
- Campeonato Brasileiro - Série B: 2012

Fortaleza
- Campeonato Cearense: 2016

Caxias
- Taça Coronel Ewaldo Poeta: 2020

### Prêmios individuais
Torneios
- Melhor jogador do Troféu Angelo Dossena: 2010